# エトヴェシュ・ロラーンド大学
エトヴェシュ・ロラーンド大学（Eötvös Loránd Tudományegyetem, ELTE）は、ハンガリーのブダペスト（ブダペシュト）に本部を置く大学である。略称でELTE（エルテ）と呼ばれることが多い。全学生数は約28,000人で、ハンガリー国内の大学ではデブレツェン大学（約30,000人）に次いで2番目に大きい。慣用的にブダペスト大学、ブダペシュト大学（Budapesti Tudományegyetem）と呼ばれることもある。 ラテン語では Universitas Budapestinensis de Rolando Eötvös nominata と表記する。当初は、パーズマーニ・ペーテル大学（Pázmány Péter Tudományegyetem）という名称だったが、1950年に物理学者のエトヴェシュ・ロラーンドにちなんで現在の名称に変更された。なお、パーズマーニ・ペーテル・カトリック大学（Pázmány Péter Katolikus Egyetem, PPKE）は別の機関である。

## 歴史
1635年、大司教で神学者のパーズマーニ・ペーテルにより、ナジソンバト（現在のスロヴァキア共和国トルナヴァ）に、人文学部と神学部を置いたイエズス会系の大学として創立。1667年に法学部、1769年に医学部が設置された。イエズス会解体後の1777年、大学はマリア=テレジアの援助によりブダの王宮に移転。最終的に1784年にペシュトに移転された。
1873年まではその名をペシュト王立大学、1921年までのブダペスト大学の名称を経て、設立者パーズマーニ・ペーテルの名に因みパーズマーニ・ペーテル大学へ名称を変更、更に1950年9月15日には上述の通り物理学者のエトヴェシュ・ロラーンドに因んだ現在の名称に変更された。
教育言語はハンガリー語が公用語に認められた1844年までラテン語が使用されていた。1895年に女性の入学が認められ、1949年には理学部が設置された。
著名な卒業生に、ゲオルク・ド・ヘヴェシー、コダーイ・ゾルターン、フィリップ・レーナルト、セント＝ジェルジ・アルベルト Albert Szent-Györgyi、ベーケーシ・ジェルジ Georg von Békésy、ジョン・ハーサニ（ノーベル賞受賞者）、ジョン・フォン・ノイマン、コッシュト・ラヨシュ Lajos Kossuth がいる。

## 現在
国内の大学ランキングでは1位を保っており、国内学部ランキングでも、1位はELTE人文学部、2位はELTE理学部となっている（3位はセンメルワイス大学医学部）。2018年の上海ランキングでは、セゲド大学とともに、501-600位に位置している。8つの学部があり、学士課程では45の専攻、修士課程では101の専攻、博士課程では16の専攻（126のプログラム）が存在する。国内では最も人気が高い大学で、2017年には受験生の5人に1人がELTEを志望した。これまでに5名のノーベル賞受賞者が輩出されている。

## 学部
- 経済学部
- 法学部
- Bárczi Gusztáv（ハンガリー語版） 特別支援教育学部
- 人文学部
- 情報科学部
- 教育・心理学部
- 小学校・保育園教師訓練学部
- 社会科学部
- 理学部